# Kemény Sámuel
Gróf magyargyerőmonostori Kemény Sámuel [I. Sámuel] (1739 – 1817. szeptember 23.) főispán, tanácsos, kamarás.

## Élete
Születése pontos dátuma nem ismert. Apja báró Kemény Miklós, anyja gróf cegei Wass Krisztina volt.
Erdély egyik nagytudományú államférfija, aki négy évet töltött külföldi akadémiákon és egész Európát beutazta.
1784-ben megismerkedett Schaltzerrel, a nagy történetíróval, aki azzal bocsátotta útra hazájába: nem tudja, a gróf tanult-e tőle többet, vagy ő a gróftól – Erdélyről.
1786-ban II. József császár Belsőszolnok- és Doboka vármegye alispánjává nevezte ki. Külföldről való hazaérkezése után, nőül vette iktari Bethlen Kata grófnőt. 1790. szeptember 20-án I. Lipót pedig Torda vármegye főispánjává, majd 1795. március 16-án főkormányszéki tanácsossá, egyben császári-királyi kamarássá tette, majd 1804. február 9-én grófi rangra emelte.
1810-ben ideiglenes királyi táblai elnök, 1815. június 16-án pedig valóságos táblai elnök lett, mely alkalomra, hivatalába iktatásakor a marosvásárhelyi református kollégium ifjúsága tiszteletére kiadta a Májusi virágokat (Marosvásárhely, 1816).
1815-ben valóságos táblai elnök lett, és a  a fejedelem ez alkalomra a Lipót-rend középkeresztjével is kitüntette. 1816. szeptember 14-én pedig országos elnök lett, de hamarosan megbetegedett.
1817. szeptember 23-án hunyt el, amikor is az erdélyi fejedelmi státusok és rendek, mint az erdélyi református főconsistorium elölülőjének halálára kiadták Menalkás idyllium címen emlékezetét megörökítő halotti beszédet.
Földi maradványai az aranyosgerendi református templom kriptájában található. Sírfelirata: “A nagy Kemény Sámuel porai nyugosznak itt. Sokat ragadott el benne a világtól, tőle pedig keveset. MDCCCXVII. Virum simple. Árvák, atyafiai, barátjai és tselédei és alattvalói”

## Családja
1769-ben vette feleségül iktári gróf Bethlen Katalint (1754–1797), akinek tőle három gyermeke született:
- II. Sámuel – tudomány és művészetpártoló volt. Az 1834-i ellenzéki szellemű országgyűlésen Aranyosszék követe volt. Az 1841-es országgyűlésen unokatestvérével, József gróffal kéziratgyűjteményét és könyvtárát ajánlotta fel az erdélyi múzeum alapjául.
- Kata meghalt 1816-ban, aki nőül ment gróf Kún Józsefhez.
- Miklós, aki Aranyosszék főkirálybírája lett, és gróf Teleki Pólit vette nőül.